# Bernie Senensky
Bernard „Bernie“ Senensky (* 31. Dezember 1944 in Winnipeg, Manitoba) ist ein kanadischer Jazzpianist und -komponist. Nach Allmusic gilt als einer der besten Jazzmusiker Kanadas.

## Leben und Wirken
Senensky begann mit acht Jahren mit dem Klavierunterricht; 14-jährig entdeckte er den Jazz und wurde durch Bob Erlendson unterrichtet. Bald begann er, in lokalen Gruppen einzusteigen; zu denen gehörten auch die Band von Lenny Breau mit Dave Young. 1968 zog er nach Toronto, wo er als Begleiter von durchreisenden Musikern wie Chet Baker, Dizzy Gillespie, Slide Hampton, Zoot Sims, Sonny Stitt, Clark Terry, Kenny Wheeler, Joe Williams oder Phil Woods tätig war. Er gehörte zu den Gruppen von Fred Stone, Peter Appleyard, Ed Bickert, Herbie Spanier, Andrew Scott  sowie Rob McConnells Boss Brass. Er nahm auch mit Pepper Adams (Live in Toronto 1977), Tisziji Munoz, Bill McBirnie und Stefan Bauer (Coast to Coast) auf.
In den frühen 1970er Jahren gründete er sein eigenes Trio, zunächst mit Marty Morell und Michel Donato, mit dem er mehrere Alben aufgenommen hat. Seit 1979 gehörte er für 20 Jahre zum Quintett von Moe Koffman, für den er auch komponierte. Das Andenken an Koffmans Wirken hält er mit seiner Tribute to Moe Koffman Band am Leben. Er gehörte zum Lehrkörper des Humber College.

## Preise und Auszeichnungen
Sein Album Friday the 14th war 1989 für einen Juno Award als bestes Jazzalbum des Jahres nominiert, ebenso 1993 Wheel Within a Wheel. In den Awards von Jazz Reports wurde er zweimal als bester akustischer Pianist geführt; für seinen Blues for Clifford erhielt er einen SOCAN Award.

## Diskographische Hinweise
- The Cookers Quintet: The Path (2022)
- Senensky / Bauer / Baumgärtner Organic Earfood (Jazzsick 2022)[3]
- Moment to Moment (2023)